# Grécourt
Grécourt là một xã ở tỉnh Somme, vùng Hauts-de-France, Pháp.

## Địa lý
Thị trấn này tọa lạc trên đường D114, khoảng 8 dặm Anh về phía đông của Roye.

## Dân số
| 1962                                                           | 1968 | 1975 | 1982 | 1990 | 1999 |
| -------------------------------------------------------------- | ---- | ---- | ---- | ---- | ---- |
| 28                                                             | 30   | 19   | 25   | 24   | 26   |
| Số liệu điều tra dân số từ năm 1962, dân số không tính hai lần |      |      |      |      |      |